# Battleship Potemkin
Battleship Potemkin ist ein 2005 veröffentlichtes Filmmusik-Album der beiden Pet Shop Boys Neil Tennant und Chris Lowe. Das Album wurde von Tennant und Lowe gemeinsam mit den Dresdner Sinfonikern als Kombination aus elektronischer und orchestraler Musik eingespielt und wurde als nachträglicher Soundtrack für den 1925 entstandenen Stummfilm Panzerkreuzer Potemkin des Regisseurs Sergei Eisenstein konzipiert.
Die Dresdner Sinfoniker spielten unter der Leitung von Jonathan Stockhammer; die Orchestrierung stammte von Torsten Rasch. Das Album wurde von den Pet Shop Boys und dem Musikproduzenten Sven Helbig produziert.

## Das Projekt

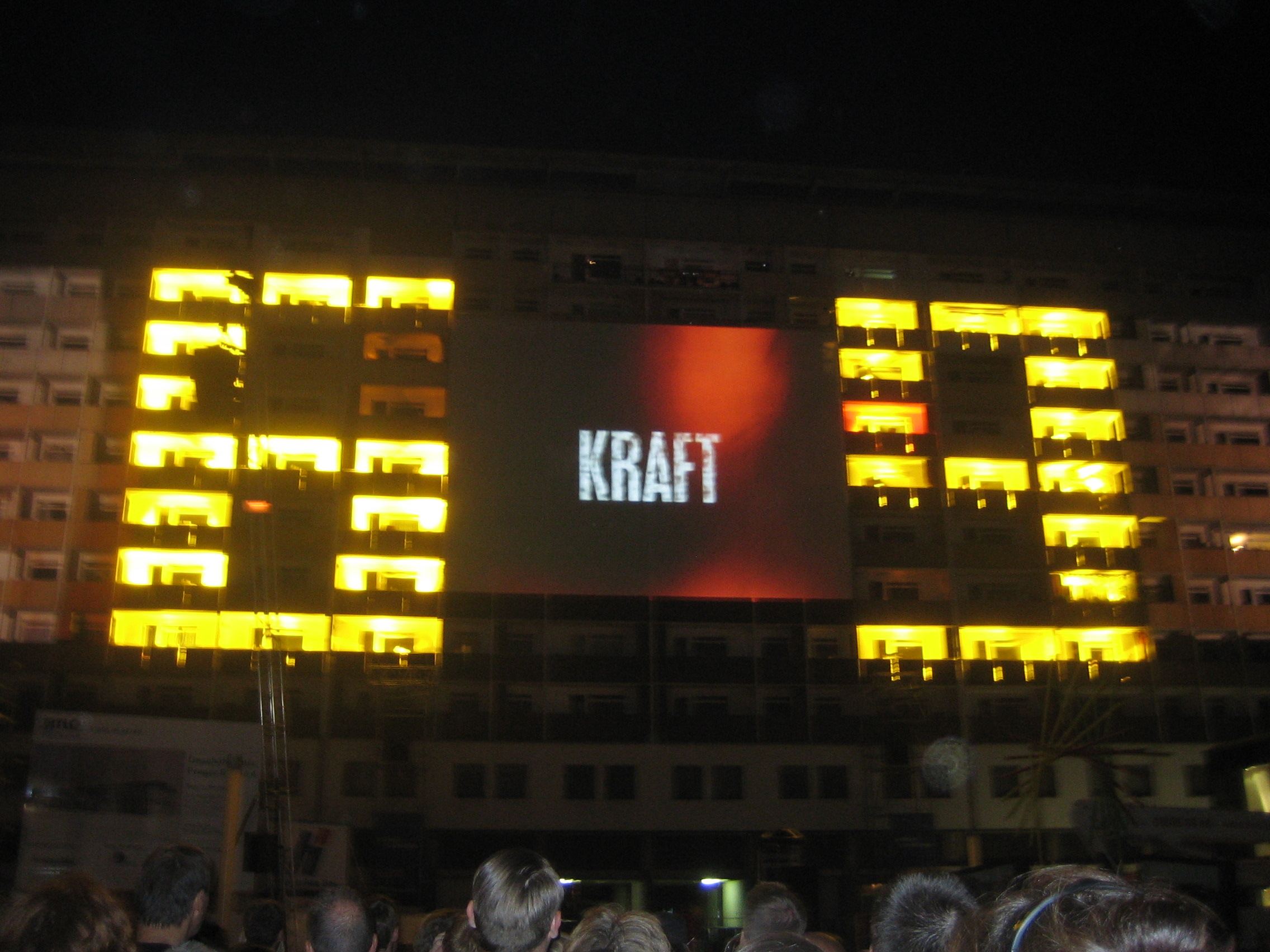
Live-Inszenierung Hochhaussinfonie am 20. Juli 2006 auf der Prager Zeile in Dresden.

Im April 2003 schlug Philip Dodd, Leiter des Londoner Institute of Contemporary Arts, Neil Tennant und Chris Lowe vor, für Eisensteins Stummfilm-Klassiker einen neuen Soundtrack zu schreiben. Dodd hatte zuvor ein Angebot des Londoner Bürgermeister Ken Livingstone wahrgenommen, eine Veranstaltung auf dem Trafalgar Square durchzuführen.
Tennant und Lowe nahmen Kontakt zum Dresdner Komponisten Torsten Rasch auf, nachdem sie dessen Liedzyklus „Mein Herz brennt“ kennenlernten, der auf Musikstücken der Band Rammstein beruhte. Raschs Orchestrierungen wurden im Juli 2004 von den Dresdner Sinfonikern in Berlin aufgenommen.
Der Auftritt auf dem Trafalgar Square zog in etwa 25.000 Besucher an. Ab September 2005 traten die Pet Shop Boys und die Dresdner Sinfoniker in Deutschland auf, wobei sie in Frankfurt am Main (2. September), Bonn (3. September), Berlin (4. September) und Hamburg (5. September) auftraten. Am 20. Juli 2006 folgte die Live-Inszenierung Hochhaussinfonie auf der Prager Zeile in Dresden.
Weitere Aufführungen des Werkes in Großbritannien folgten 2006 und 2008.

## Titelliste
1. Comrades! – 3:52
2. Men and maggots – 4:57
3. Our daily bread – 0:52
4. Drama in the harbour – 9:00
5. Nyet – 6:14
6. To the shore – 3:12
7. Odessa – 6:50
8. No time for tears – 4:32
9. To the battleship – 4:34
10. After all (The Odessa Staircase) – 7:23
11. Stormy meetings – 1:31
12. Night falls – 5:55
13. Full steam ahead – 1:50
14. The squadron – 4:24
15. For freedom – 3:17

## Kritik und Charterfolge
Das Album wurde von der Kritik überwiegend positiv aufgenommen. So lobte ein Teil der Kritiker die gelungene Synthese aus traditionellen Elementen klassischer Musik und modernem Electro-Pop.

„Und was auf den ersten Blick wie ein allzu gewagtes Unterfangen erscheint, entpuppt sich schnell als gelungene Verbindung von Tradition und Moderne.“

„"Battleship Potemkin" ist kein Pop-Album zum täglichen Nebenher-Gebrauch. Es ist fast schon zeitgenössische Klassik.“

„Auch ohne Film ist Battleship Potemkin ein Genuss. Tennant und Lowe beweisen im neuen musikalischen Genre einmal mehr, dass sie das Zusammenspiel von Klangfarben, Beats und Melodien meisterhaft beherrschen.“

Das Album erreichte in Deutschland für eine Woche die Chartposition 54.